# Richard-Strauss-Straße (München)
Die Richard-Strauss-Straße ist ein Teilstück des Mittleren Rings im Münchner Stadtteil Bogenhausen. Sie verbindet den Effnerplatz mit dem Leuchtenbergring; der Hauptverkehr des Mittleren Ringes fließt seit 2009 im unter der Straße liegenden Richard-Strauss-Tunnel.

## Verlauf und Gebäude
Die Richard-Strauss-Straße führt den Leuchtenbergring, der an der Kreuzung mit der Prinzregentenstraße endet, in Richtung Norden fort. Schnurgerade führt sie durch die Parkstadt Bogenhausen, die im Jahr 1957 fertiggestellte erste Münchner Hochhauswohnsiedlung. Gegenüber der Parkstadt Bogenhausen liegt (stadteinwärts) das eigentliche Bogenhausen am Ufer der Isar und der Böhmerwaldplatz mit gleichnamigem U-Bahnhof der U4. Es folgt die Grünfläche des Denninger Angers, das „Forum Bogenhausen“ der Münchner Bank eG (früher Siemens AG) begrenzt auf ihrer rechten Straßenseite den Arabellapark mit dem 114 m hohen Hypo-Haus als markantes Bauwerk. Im leichten Bogen mündet die Richard-Strauss-Straße in den Effnerplatz, der dieses Teilstück des Mittleren Ringes mit dem Isarring verbindet.

## Verkehr
Unter der Richard-Strauss-Straße liegen die U-Bahnhöfe Richard-Strauss-Straße und Böhmerwaldplatz der U-Bahn-Linie U4, die zur Erschließung der angrenzenden Wohn- und Geschäftshäuser beitragen.
Die von der Richard-Strauss-Straße geteilte Zaubzerstraße war im Zuge des Ausbaus des Mittleren Rings durch eine Fußgängerbrücke verbunden worden. Am 21. Januar 1981 wurde diese durch einen Lastwagen beschädigt; später wurde sie abgebrochen und im August 1982 durch eine Fußgängerampel auf Höhe der Lisztstraße ersetzt.

## Tunnel

Lage des Richard-Strauss-Tunnels (rot) im Mittleren Ring

Lage des Richard-Strauss-Tunnels

Die Richard-Strauss-Straße ist zum Großteil durch den 1,5 km langen Richard-Strauss-Tunnel untertunnelt, der am 18. Juli 2009 eröffnet wurde.
Nach der Fertigstellung des Tunnels wurde bis 2010 die Oberfläche neu gestaltet. Dadurch hat sich das Aussehen und die Struktur der angrenzenden Viertel Arabellapark und Bogenhausen verändert, da über dem Tunnel eine Allee gepflanzt und für den Verkehr nur eine Fahrspur pro Richtung angelegt wurde.
Schwierig am Tunnelbau war auch der Verlauf der U-Bahn, die zum Teil unter der Richard-Strauss-Straße verläuft, bei deren Bau aber bereits auf einen späteren Straßentunnel Rücksicht genommen worden war. Der nordwestliche Eingang des U-Bahnhofs Richard-Strauss-Straße musste für den Tunnelbau abgebrochen werden, da sich die Tunnellage im Vergleich zur ursprünglich angedachten Planung geändert hatte.

## Namensgeber
Die Richard-Strauss-Straße ist nach dem deutschen Komponisten Richard Strauss (1864–1949), der aus München stammte, benannt. Die Benennung erfolgte im Südteil bereits 1915, während der Nordteil vom Böhmerwaldplatz an bis 1958 als Fichtelgebirgstraße bezeichnet wurde. Aufgrund der kontrovers diskutierten Rolle von Strauss im Dritten Reich wird im Stadtrat eine Straßenumbenennung erwogen.

## Planungen
Auf dem ehemaligen, 20.000 Quadratmeter großen Siemens-Areal an der Richard-Strauss-Straße 76 entstehen zwei Wolkenkratzer, 100 und 60 Meter hoch mit 26 bzw. 15 Stockwerken, verbunden durch einen 50 Meter hohen und 100 Meter langen Verbindungstrakt. Daraus wird die neue Zentrale der Bayerischen Versorgungskammer (BVK) mit 72.000 Quadratmeter Geschossfläche. 1300 Menschen werden ab Fertigstellung im Jahre 2024 in den Hochhäusern arbeiten.